# Polskie Towarzystwo Socjologiczne
Polskie Towarzystwo Socjologiczne – organizacja socjologów polskich powstała w 1957, licząca ok. 1,5 tys. członków. Siedziba towarzystwa mieści się w Warszawie.
Wśród statutowych celów towarzystwa znajdują się: popieranie rozwoju socjologii, upowszechnianie wiedzy socjologicznej, kształtowanie etyki zawodowej socjologów oraz reprezentowanie interesów członków Towarzystwa w zakresie ich działalności naukowo-zawodowej. Członkiem towarzystwa może zostać osoba, które ukończyła studia socjologiczne lub pokrewne, albo inna pod warunkiem, że posiada dorobek w zakresie socjologii. Pozostałe osoby mogą zostać członkami stowarzyszonymi.

## Publikacje
Towarzystwo wydaje od 1961 czasopismo naukowe Polish Sociological Review (w j. angielskim). Od 1991 PTS wydaje też biuletyn Bibliograficzna Informacja Bieżąca, który rejestruje znaczącą część prac socjologicznych wydawanych w Polsce.

## Oddziały terenowe
Białystok, Gdańsk, Katowice, Kraków, Lublin, Łódź, Opole, Poznań, Rzeszów, Szczecin, Toruń, Warszawa, Wrocław, Zielona Góra.

## Sekcje
Historii Socjologii, Kół Naukowych, Metodologii Badań Społecznych, Socjologii Miasta, Socjologii Wsi i Rolnictwa, Socjologii Nauki, Socjologii Pracy, Socjologii Zdrowia i Medycyny, Socjologii Prawa, Socjologii Dewiacji i Kontroli Społecznej, Socjotechniki, Socjologii Religii, Socjologii Wojska, Pracy Socjalnej, Antropologii Społecznej.

## Władze
- Walne zgromadzenie delegatów
- Zarząd Główny
- Przewodniczący PTS

## Przewodniczący PTS
- Stanisław Ossowski (1957–1963)
- Nina Assorodobraj-Kula (1964–1968)
- Władysław Markiewicz (1969–1972)
- Jerzy Szacki (1972–1976)
- Stefan Nowak (1976–1983)
- Janusz Ziółkowski (1983–1989)
- Antonina Kłoskowska (1989–1994)
- Antoni Sułek (1994–1998)
- Andrzej Kojder (1998–2002)
- Włodzimierz Wesołowski (2002–2005)
- Piotr Gliński (2005–2011)
- Grażyna Skąpska (2011–2017)
- Krzysztof Konecki (2017–2023)
- Mirosława Grabowska (od 2023)

## Siedziba
Biuro Towarzystwa mieści się w Warszawie, w Pałacu Staszica przy ul. Nowy Świat 72, pok. 216.